# Alessandro Crivelli
Alessandro Crivelli (né en 1514 à Milan, Italie, alors capitale du duché de Milan et mort le 22 décembre 1574 à Rome) est un cardinal italien du XVIe siècle. Il est un parent du pape Urbain III.

## Biographie
Crivelli est militaire dans l'armée impériale. Il est marié et a trois enfants. Crivelli devient prêtre après la mort de son épouse. En 1561 il est nommé évêque de Cerenzia (it) et Cariati et en 1561-1565 Crivelli est nonce apostolique en Espagne.
Il est créé cardinal par le pape Pie IV lors du consistoire du 12 mars 1565.
Le cardinal Crivelli ne participe pas au conclave de 1565-1566 (élection de Pie V) mais à celui de 1572 (élection de Grégoire XIII).